# Northia
Northia es un género con siete especies de plantas  perteneciente a la familia de las sapotáceas.

## Especies seleccionadas
- Northia brevitubulata
- Northia confusa
- Northia fasciculata
- Northia hornei
- Northia hoshinoi
- Northia seychellana
- Northia vitiensis

## Sinónimos
- Northea